# Calceolaria picta
Calceolaria picta är en toffelblomsväxtart som beskrevs av Rodolfo Amando Philippi. Calceolaria picta ingår i släktet toffelblommor, och familjen toffelblomsväxter. Inga underarter finns listade i Catalogue of Life.